# فرانشيسكو ماتورانا
فرانشيسكو ماتورانا (بالإسبانية: Francisco Maturana)، والمعروف أيضاً باسم Pacho (من مواليد 15 فبراير 1949 في كيبدو) هو لاعب كرة قدم كولومبي سابق ومدرب حالياً. يعتبر واحداً من المدربين في أمريكا الجنوبية. عمل مستشاراً فنياً للفيفا وعقد حلقات دراسية تدريبية مختلفة في جميع أنحاء العالم.

## مسيرته التدريبية
تولى إدارة فريق أونس كالداس الكولومبي لأول مرة في عام 1986. في السنة التالية لكرة القدم تعاقد معه اتحاد كولومبيا لكرة القدم لإدارة الفريق والمنتخب الوطني للشباب ومن ثم تمت ترقيته بسرعة إلى إدارة المنتخب الأول للمنافسة في بطولة كأس أمريكا الجنوبية 1987 حيث حقق المركز الثالث بفوزه على المنتخب الأرجنتيني المضيف. خلال هذا الوقت، عين أيضا لإدارة فريقه السابق أتليتيكو ناسيونال. عام 1989 كانت سنته الأكثر نجاحا في مسيرته. قاد اتلتيكو ناسيونال الكولومبي للفوز في كأس ليبرتادوريس للمرة الأولى لأي ناد كولومبي.
شكل لاعبو اتلتيكو ناسيونال قاعدة الفريق الوطني الذي تأهل للصعود إلى نهائيات كأس العالم 1990 بعد 28 عاما من الغياب. في يناير، خسر نهائي كأس القارات للأندية أمام فريق أي سي ميلان في الدقيقة الأخيرة من الوقت بدل الضائع.وفي العام التالي قاد كولومبيا في كأس العالم وبلوغه الدور الثاني وخسارته امام منتخب الكاميرون. تعاقد فريق بلد الوليد الإسباني ريال مدريد.
في عام 1993 كان حصل على لقب مدرب العام في أمريكا الجنوبية من قبل صحيفة البايس وكان في المرتبة الثالثة في قائمة ماركا الإسبانية للمدربين العالميين. عاد إلى كولومبيا في عام 1992. وحصل فريقه أميريكا دي كالي على بطولة بطل كولومبيا. في عام 1993 نجح في تأهيل كولومبيا إلى نهائيات كأس العالم للمرة الثانية على التوالي، مع انتصار تاريخي على الأرجنتين في بوينس آيرس 5-0. مما جعل هذا النقاد لترشيح كولومبيا لتحقيق انجاز ما في نهائيات كأس العالم 1994، ولكن الأداء جاء مخيبا للآمال. وفي وقت لاحق ولفترة قصيرة قضاها مدربا لاتلتيكو مدريد في عام 1995 تم التعاقد معه كمدرب لفريق الإكوادور الوطني لكرة القدم. ولكنه فشل في الحصول على تأهل الإكوادور لنهائيات كأس العالم 1998 لكرة القدم، وعاد إلى كولومبيا مدربا لفريق ميليوناريوس. في عام 1999 درب لفترة وجيزة منتخب كوستاريكا، كما درب في عام 2000 أيضا منتخب بيرو لكرة القدم لبضعة أشهر. عاد لاحقا لتدريب منتخب كولومبيا في كأس أمريكا الجنوبية عام 2001 حيث فاز بها للمرة الأولى. درب نادي الهلال السعودي، وفاز معه ببطولة الدوري المحلي ودوري أبطال آسيا.
في أبريل 2007 قبل عرضا من فريق جيمناسيا لابلاتا الأرجنتيني. أدار مباراته الأولى في 22 أبريل 2007، في مباراة قمة ضد إستوديانتيس دو لا بلاتا. في أغسطس 2007 انتهت علاقته مع جيمناسيا لابلاتا. واعتبارا من 1 فبراير تولى منصب المدير الفني لمنتخب ترينيداد وتوباغو. لكن في 8 أبريل، 2009 تم اقالة ماتورانا مديرا لترينيداد وتوباغو.
في 2012
بعدها مباشرة انتقل إلى المملكة العربية السعودية مجدداً ليدرب نادي النصر السعودي ليصل معه إلى نهائي كأس الملك السعودي .

## الألقاب

### كلاعب
- دوري كولومبيا لكرة القدم (2): 1973, 1976 مع أتليتيكو ناسيونال

### كمدرب
- كأس ليبرتادوريس (1): 1989 مع أتليتيكو ناسيونال
- دوري كولومبيا لكرة القدم (1): 1992 مع أميريكا دي كالي
- كأس أمريكا الجنوبية (1): 2001 مع منتخب كولومبيا لكرة القدم
- الدوري السعودي الممتاز (1): 2002 مع نادي الهلال السعودي
- التأهل لنهائيات كأس العالم (2): 1990, 1994 مع منتخب كولومبيا لكرة القدم
- كأس الكؤوس الآسيوية:2002 مع نادي الهلال

## روابط خارجية
- فرانشيسكو ماتورانا على موقع الاتحاد الدولي (مؤرشف)  (الإنجليزية)
- فرانشيسكو ماتورانا على موقع قاعدة بيانات كرة القدم.إي يو (الإنجليزية)
- فرانشيسكو ماتورانا على موقع ناشيونال فوتبول تيمز (الإنجليزية)